# Død sne
Død sne (original titel: Død snø) er en norsk gyserkomedie af Stig Frode Henriksen og Tommy Wirkola, som også lavede Kill Bill-parodien Kill Buljo: The Movie, og er også produceret af Harald Zwart. Filmen havde premiere i de norske biografer den 9. januar 2009. Filmskaberne ønskede at lave film i stil med gamle splatterfilm og gyserkomedier fra 1980'erne og begyndelsen af 1990'erne. Filmen skulle oprindelig have heddet Rød snø, men dette blev skiftet til Død snø eftersom der allerede var en TV-serie som hed Rød snø. Filmen er solgt til 48 lande udenom Norge  og blev modtaget vel i Danmark på Roskilde Festival 2009.
Filmen handler om en gruppe medicinstudenter, der rejser op til en fjeldhytte om vinteren. En af pigerne i gruppen skulle tage en anden vej, men kom aldrig frem til hytten, og de andre begynder at blive urolige. Senere får de besøg af en, der kommer forbi hytten, spillet af Bjørn Sundquist. Han fortæller dem historien om hvad, der skete i området under 2. verdenskrig, da en gruppe tyske nazister kaldet "einsatz", ledet af Oberst Herzog, blev stationeret på Øksfjord lige i nærheden. Nazisterne plyndrede og voldtog, før lokalbefolkningen blev trætte af det og gik til angreb på dem med økser og knive. En gruppe soldater, deriblandt Herzog, klarede at flygte op i fjeldene, hvor de senere frøs ihjel. Manden advarer dem mod at blive der, og at de døde nazister, som zombier, leder efter deres tyvegods.

## Medvirkende
- Ane Dahl Torp - Sara
- Jenny Skavlan - Chris
- Charlotte Frogner - Hanna
- Stig Frode Henriksen - Roy
- Vegar Hoel - Martin
- Jeppe Beck Laursen - Erlend
- Ørjan Gamst - Herzog
- Bjørn Sundquist - Turgåer
- Evy Kasseth Røsten - Liv
- Lasse Valdal - Vegard

## Anmeldelser
- http://www.adressa.no/kultur/film/filmanmeldelser/article1222897.ece Arkiveret 24. februar 2009 hos  Wayback Machine på Filmweb.
- Død snø Arkiveret 3. februar 2009 hos  Wayback Machine på White Lodge.no.